# Oedipina quadra
Espèce
Oedipina quadra est une espèce d'urodèles de la famille des Plethodontidae.

## Répartition
Cette espèce est endémique du Nord-Est du Honduras. Sa présence est incertaine au Nicaragua.

## Étymologie
Le nom spécifique quadra vient du latin quadra, le carré, en référence à la queue quasiment rectangulaire caractéristique de cette espèce.

## Publication originale
- McCranie, Vieites & Wake, 2008 : Description of a new divergent lineage and three new species of Honduran salamanders of the genus Oedipina (Caudata, Plethodontidae). Zootaxa, no 1930, p. 1-17 (texte intégral).